# Gà Ai Cập
Gà Ai Cập hay còn gọi là gà Fayoumi là một giống gà có nguồn gốc từ vùng Ai Cập và được nhân giống từ lâu trong lịch sử. Đây là giống gà cao sản và cho năng suất cao về sản phẩm trứng gà. Ngay từ thời trước công nguyên, người Ai Cập đã nổi tiếng về việc nuôi gà để lấy trứng. Họ nuôi giống gà Fayoumi là giống có nguồn gốc từ thành phố Fayoum cổ đại của Ai Cập.

## Đặc điểm
Gà Ai Cập có tầm vóc trung bình, con cái có thân hình nhỏ nhẹ, tiết diện hình nêm thể hiện rõ hướng chuyên dụng trứng. Gà Ai Cập có chân cao, rất nhanh nhẹn, thịt săn chắc và ngon, chúng có bộ lông hoa mơ đen đốm trắng, cổ dài, lông đuôi cao một số có lông màu hoa mơ đen đốm trắng, cổ trắng, mào cờ đỏ tươi, da trắng, chân màu chì, xung quanh mắt có màu lông sẫm hơn cho nên gọi là mắt hoa hậu.
Gà mái lúc 19 tuần tuổi chỉ đạt 1,35-1,45 kg, lúc này nó đã bắt đầu đẻ. Gà có khả năng chống chịu bệnh tật tốt, chịu được kham khổ, có thể nuôi nhốt hoặc thả vườn. Gà Ai Cập có thể nuôi nhốt hoặc thả vườn tùy theo khả năng diện tích đất đai của chủ hộ. Đây là loại gà ưa yên tĩnh, thích hợp với vùng đồi.

## Đẻ trứng
Sau 20 tuần tuổi gà Ai Cập đã bắt đầu đẻ trứng, chúng sẽ kết thúc giai đoạn hậu bị, gà bước vào giai đoạn sinh sản, gà đẻ nhiều, chỉ cần nuôi hơn 4 tháng là có thể cho lứa trứng đầu tiên. Năng suất trứng đạt 250-280 quả/mái/năm, trung bình từ 200-210 trứng/năm. Sản lượng trứng chỉ đạt 141 quả, năng suất trứng có thể đạt 195-205 quả ở mức 72 tuần tuổi, tỷ lệ đẻ trứng cao, thời kỳ sinh sản đạt tỷ lệ 85% trong đó khoảng trên 80% trứng to và đều. Trứng chúng rất ngon, ngon hơn các loại trứng gà khác, tỷ lệ lòng đỏ cao, trứng có tỷ lệ lòng đỏ chiếm 34%.
Sau khi nuôi 20 tuần tuổi chọn những con đạt tiêu chuẩn chuyển sang đàn gà đẻ, gà mái sinh sản có mào và tích tai to mềm, màu đỏ tươi, khoảng cách giữa 2 xương háng rộng đặt lọt 2-3 ngón tay, khoảng cách giữa mỏm xương lưỡi hái và xương háng rộng rộng đặt lọt 3 ngón tay. Lỗ huyệt ướt, cử động màu nhạt. Màu vàng của mỏ và chân nhạt dần theo thời gian đẻ. Ghép gà trống với gà mái theo tỷ lệ 1/8 đến 1/10. Gà đẻ chỉ cho năng suất cao trong vòng một năm đầu.

## Chăn nuôi
Giống gà Ai Cập có quy trình chăm sóc khó hơn các giống gà khác. Nuôi gà Ai Cập thả vườn cũng phải có chuồng cho gà trú mưa, nắng. Xây dựng chuồng ở vị trí cao ráo, dễ thoát nước, ấm áp về mùa đông, thoáng mát về mùa hè, tránh gió đông bắc thổi trực tiếp vào chuồng. Chuồng nuôi nhốt có máng cho ăn và máng nước uống, ổ đẻ đạt ở trên cao, cách mặt sàn 1-1,5m. Gà sinh sản trên 21 tuần tuổi nuôi khoảng 5-6 con/m2. Tùy theo thời tiết mà bổ sung thêm đèn chiếu ánh sáng và sưởi ấm cho gà. Khi gà đẻ, nên bấm mỏ của gà trên để tránh xây xát khi chúng mổ nhau.
Thức ăn bổ sung bột đá, vỏ sò gấp 2-3 lần để gà tạo vỏ trứng, sử dụng 8-10% thóc mầm trong thức ăn để tăng khả năng sinh sản, tỷ lệ phối và tăng lượng vitanmin bằng cách cho ăn thêm rau xanh. Đảm bảo nước uống thường xuyên, sạch, ngày thay 2-3 lần. Thu gom trứng 3- 4 lần trong ngày để đảm bảo trứng sạch và tránh bị dập vỡ. Cho ăn bằng thức ăn công nghiệp hoặc bằng tấm gạo, bắp xay, bổ sung ít bột cá, thêm rau xanh như rau muống, rau lang thái nhỏ. Chăn thả ngoài vườn để tận dụng thức ăn thiên nhiên.
Gà mái được cho ăn tăng dần theo tỷ lệ đẻ, nếu tỷ lệ đẻ dưới 50% thì cho ăn 110 gam/con/ngày, tỷ lệ đẻ 50 - 65% thì cho ăn 120 gam/con/ngày, tỷ lệ đẻ trên 65% thì cho ăn 130 gam/con/ngày. Sau khi tỷ lệ đẻ đạt đỉnh cao, nếu tỷ lệ đẻ giảm thì giảm dần lượng thức ăn khoảng 2 gam/con/ngày sau mổi tuần. Hạn chế số lượng thức ăn hàng ngày từ 7 tuần tuổi, khống chế thức ăn để gà đạt khối lượng chuẩn (không quá béo, quá gầy). Quan sát kích thước trứng, vỏ trứng, nếu võ mỏng thì bổ sung thêm calci. Nếu trứng nhỏ hơn trứng bình thường thì phải tăng thêm lượng thức ăn.

## Ở Việt Nam
Giống gà Ai Cập nhập vào Việt Nam từ Anh và được nuôi theo hướng gà chuyên lấy trứng, với sản lượng cao, giống gà này được gọi là gà siêu trứng, rất thích hợp với môi trường Việt Nam. Thịt gà Ai Cập thơm ngon, có giá cao hơn gà phổ biến tại địa phương từ 20 - 25%. Loài gà này rất phù hợp với khí hậu ở Mộc Châu, chóng lớn, ít bệnh tật. Trứng gà Ai Cập nhỏ nhưng lòng đỏ to, thơm ngon. Xuất bán ra thị trường giá dao động từ 3.000 - 5.000 đ/quả. Gà già bán cũng bán được 70.000 - 80.000 đ/con, gà Ai Cập giống 1 ngày tuổi được bán với giá 15.000 đồng/con.
Một số nơi, trứng gà Ai Cập được người tiêu dùng khá ưa chuộng, giá bán ngang bằng với giá gà kiến và cao gần gấp 2 so với gà công nghiệp, thì gà Ai Cập thương phẩm cũng được đánh giá cao, bởi thịt săn chắc, thơm ngon với giá từ 90-110 nghìn đồng/kg. Tại Việt Nam, đã nuôi thử nghiệm thành công giống gà siêu trứng VCN-G15 (giống gà lai giữa gà Ai Cập và gà trống Ukraine). Giống gà này nhanh nhẹn nên có thể nuôi theo nhiều hình thức như nuôi nhốt tập trung, nuôi bán thả hoặc nuôi trong nông hộ.